# Asplenium alatum
Asplenium alatum är en svartbräkenväxtart som beskrevs av Alexander von Humboldt, Amp; Bonpl. och Carl Ludwig Willdenow. Asplenium alatum ingår i släktet Asplenium och familjen Aspleniaceae. Inga underarter finns listade.